# Myggtjärnen (Färila socken, Hälsingland)
Myggtjärnen är en sjö i Ljusdals kommun i Hälsingland och ingår i Ljusnans huvudavrinningsområde.